# Disney's Aladdin (Capcom datorspel)
Disney's Aladdin är en serie plattformsspel från 1993, baserade på Disneyfilmen med samma namn från 1992. Spelet utvecklades av Capcom till SNES, för att senare överföras till Game Boy Advance. Ytterligare en version utvecklades av SIMS till Sega Master System och Sega Game Gear.